# دونالد غريدي
دونالد غريدي هو متزلج قفز كندي، ولد في 11 يونيو 1951 في إدمونتون في كندا.

## وصلات خارجية
- دونالد غريدي على موقع الاتحاد الدولي للتزلج (القفز التزلجي) (الإنجليزية)
- دونالد غريدي على موقع أوليمبيديا (الإنجليزية)